# چنگله
چِنگِلِه (به مجاری:  Csengele) یک منطقهٔ مسکونی در مجارستان است که در ناحیه کیش‌تلک واقع شده‌است. چنگله ۶۰٫۶۶ کیلومتر مربع مساحت و ۲٬۰۰۶ نفر جمعیت دارد.